# Pteromalus hyalopterus
Pteromalus hyalopterus är en stekelart som beskrevs av Dalla Torre 1898. Pteromalus hyalopterus ingår i släktet Pteromalus och familjen puppglanssteklar. Inga underarter finns listade i Catalogue of Life.